# 서울용암초등학교
서울용암초등학교(서울龍岩初等學校)는 대한민국 서울특별시 용산구에 있는 공립 초등학교이다.

## 연혁
- 1965년 9월 26일 : 개교

## 참고 자료
- 서울용암초등학교 - 한국교육학술정보원 학교알리미